# Окована Војводина
Лист „Окована Војводина“ био је један од најбоље уређиваних и технички најбоље опремљенх илегалних затворских листова у хортијевској Мађарској, који су покренули политички затвореници у војном затвору у Шатораљаујхељу, током Другог светског рата. Мотиви за покретање листа били су исти као и у другим затворима, информисање логораша и популаризација народноослободилачког покрета, што се види и из садржаја листа. Лист је излазио све до трагичних мартовских догађаја 1944. године у којима је страдало 66 заточеника.

## Опште информације
Лист је покренут у јесен 1943. године, непосредно после прославе годишњице октобарске револуције, па је уводни чланак првог броја листа био је посвећен октобарској револуцији.

### Уредништво
Уредништво листа чинили су:
- главни уредник Иван Суе
- сарадници главног уредника приликом издавања првог броја били су: Антал Бења, Милан Џанић, Миленко Маринковић и Миленко Влашкалић.
- Илустратор је био Божидар Вучковић,
- група омладинаца која је преписивала материјал техничким словима, на челу са Александром Катићем. Група је толико зналачки радила на преписивању ових затворских новина, да су готово сви затвореници поверовали да је лист негде штампан у граду.
- повезивач сваког појединог броја у полуплатно обављао је Геза Будинчевић,

Материјал за прављење листа набављен је много раније него што је лист почео да излази. Хартију, туш, материјал за повез и остало, поред родбине затвореника, доносили су и неки криминалци.

### Насловна страна листа
Насловна страна листа била је нацртана на полукартону. Одмах на врху странице стојао је текст: 
„Орган Народног фронта затвореника у Шатораљаујхељу“
Испод овог текста биле су тушем нацртане контуре Југославије са црвеном петокраком звездом. Границе Војводине су биле извучене црвеном бојом, а преко ње нацртана два ланца, чије су неке карике већ пуцале. 
Испод овог цртежа стојао је крупним масним словима наслов листа 
„ОКОВАНА ВОЈВОДИНА“
а испод њега: 
„Затвор Сатораљаујхељ“

### Динамика издавања листа
Лист „Окована Војводина“ је након почетних потешкоћа почела да излази редовно два пута месечно и била је намењена свим политичким затвореницима из Југославије.

## Стечена искуства пренета у друга два листа
Након стечених искустава са издавањем листа „Окована Војводина“ партијско руководство је дошло на идеју да се покрену још два листа. Били су то:
- „Наша књижница“, намењена првенствено ширењу општег образовања међу затвореницима,
- „Наш пут“, који је излазио као „Орган КПЈ и СКОЈ-а затвореника у Шатораљаујхељу“ (како је било наведено у поднаслову листа).

## Престанак излажења листа
Лист је престао да излази 22. марта 1944. године, када су политички затвореници у поробљеној Европи покушали сами, без ичије помоћи, да се ослободе из фашистичког затвора Сатораљаујхељ, са јединим циљем да своје животе ставе у службу даље борбе против фашизма. Тада је почела страшна голгота учесника неуспешног оружаног пробоја из затвора, у коме је страдало 66 заточеника.